# Carroll Clark
Carroll Clark (ur. 6 lutego 1894 w Mountain View, zm. 17 maja 1968 w Glendale) – amerykański scenograf, siedmiokrotnie nominowany do Nagrody Akademii Filmowej za najlepszą scenografię. Między 1927 a 1968 pracował przy ponad 180 filmach.
Zmarł na atak serca.

## Filmografia
- 1927: The Magic Garden
- 1930: Jej mężczyzna
- 1930: Wakacje
- 1931: Samotne żony
- 1931: Malowana pustynia
- 1932: Dama z przeszłością
- 1932: Rajski ptak
- 1932: Trzynaście kobiet
- 1932: Zdobywcy
- 1932: Na rozkaz kobiety
- 1933: Karioka
- 1934: Raptus
- 1934: W niewoli uczuć
- 1934: Wesoła rozwódka
- 1935: Panowie w cylindrach
- 1937: Kłopoty małej pani
- 1937: Obcym wstęp wzbroniony
- 1942: Mój ulubiony szpieg
- 1942: Joanna z Paryża
- 1943: Flight for Freedom
- 1943: Czuły towarzysz
- 1943: Żelazny major
- 1943: Dzieci Hitlera
- 1944: Step Lively
- 1944: Dni chwały
- 1944: Żegnaj laleczko
- 1946: Osławiona
- 1948: Każda dziewczyna chce wyjść za mąż
- 1948: Marzenia o domu – wymarzone domy
- 1949: Tajemnica kobiety
- 1949: Narzeczona na sprzedaż
- 1951: Najlepszy z najgorszych
- 1952: Na krawędzi
- 1953: Twarz anioła
- 1954: Mąż dla Susan
- 1956: Francuska linia
- 1955: Jedyne pragnienie
- 1956: Zdobywca
- 1956: Gdy miasto śpi
- 1956: Polowanie na lokomotywę
- 1956: Ponad wszelką wątpliwość
- 1957: Żółte psisko
- 1959: Na psa urok
- 1960: Cyrk jedzie
- 1961: Rodzice, miejcie się na baczności
- 1961: Latający profesor
- 1962: Wspaniały Red
- 1963: Flubber – Mikstura profesora
- 1963: 200 mil do domu
- 1964: Mary Poppins
- 1965: Koci detektyw
- 1966: Robin Crusoe na rajskiej wyspie
- 1966: Za mną chłopcy!
- 1968: Kochany Chrabąszcz
- 1968: Duch Blackbearda

## Nominacje do Oscara
Był siedmiokrotnie nominowany do Nagrody Akademii Filmowej:
- 1935 nominacja za Najlepsza scenografia za film Wesoła rozwódka (1934) (nominację za ten film otrzymał również Van Nest Polglase)
- 1936 nominacja za Najlepsza scenografia za film Panowie w cylindrach (1935) (nominację za ten film otrzymał również Van Nest Polglase)
- 1938 nominacja za Najlepsza scenografia za film Kłopoty małej pani (1937)
- 1944 nominacja za Najlepsza scenografia – filmy czarno-białe za film Flight for Freedom (1943) (nominację za ten film otrzymali również Darrell Silvera, Harley Miller, Albert S. D’Agostino)
- 1945 nominacja za Najlepsza scenografia – filmy czarno-białe za film Step Lively (1944) (nominację za ten film otrzymali również Darrell Silvera, Claude E. Carpenter, Albert S. D’Agostino)
- 1962 nominacja za Najlepsza scenografia – filmy czarno-białe za film Latający profesor (1961) (nominację za ten film otrzymali również Hal Gausman, Emile Kuri)
- 1965 nominacja za Najlepsza scenografia – filmy kolorowe za film Mary Poppins (1964) (nominację za ten film otrzymali również Hal Gausman, Emile Kuri, William H. Tuntke)